# 芒特埃特纳
芒特埃特纳（Mount Etna），美国印第安纳州亨廷頓縣的一个城镇，位于该县西南部。总面积0.21平方公里，总人口94（2010年）。